# Флеминг, Клас Ларссон
Клас Ларссон Флеминг (швед. Klas Larsson Fleming; 1592 — 26 июля 1644) — шведский адмирал и член риксрода.

## Биография
Родился в 1592 году в Вильнесе (Финляндия). Его отцом был интендант Абоского замка Ларс Флеминг (1545—1602), а матерью — Анна Горн.
Проучившись некоторое время в нескольких иностранных университетах, в 1612 году он поступил на военную службу и принял участие в шведской интервенции в охваченную смутой Россию, во время которой продвинулся до чина ротмистра. Тогда же он был замечен королём.
В 1619 году он стал вице-адмиралом.
В 1625 году его назначили членом риксрода, а в 1629 году Флеминг получил чин адмирала и пост президента счётной палаты. Год спустя он становится государственным камер-советником, а ещё через два — лагманом Сёдерманланда. В 1634 году он был назначен лагманом сёдерфиннского судебного округа в Финляндии.
В качестве президента счётной палаты Флеминг активно помогал пфальцграфу Иоганну Казимиру, который был назначен для управления финансами государства, но не обладал ни знанием шведского языка, ни законов Швеции.
В 1634 году Флеминг был назначен губернатором Стокгольма. Находясь на этом посту, он способствовал улучшению планировки города и обустройству улиц. При нём было завершено строительство церкви Св. Якова, построены шлюзы и т. д. В 1635 году основал железоделательную мануфактуру в имении Вира. В 1637 году Флеминг был также назначен на пост президента Коммерц-коллегии.
Когда его назначили в помощь риксадмиралу Карлу Юлленъельму, он активно принялся за приведение флота в боеспособное состояние. В 1644 году ему было доверено командование флотом, который во многом был его собственным творением.
После произошедшего летом этого года сражения с датчанами возле острова Фемарн (1 июля 1644), которое не принесло победы ни одной из сторон, он отвёл свои корабли для починки в Кильскую бухту. Датчане, не знавшие, где находятся шведы, 4 июля обнаружили противника в бухте, после чего последовала трёхнедельная блокада.
26 июля, когда Флеминг мыл руки в своей каюте, в неё попало ядро, выпущенное с датской батареи, устроенной на берегу. Слуга, державший тазик, был убит наповал, адмиралу же оторвало ногу, от чего он два часа спустя скончался.

## Семья
Был дважды женат: первым браком на Анне Ёрансдоттер Снаккенборг (с 1618), вторым — на баронессе Хелене Бельке (с 1638).

## Память
|                                                             |  |
| Минный крейсер-заградитель «Клас Флеминг» (1914) и его герб |  |